# Алкі (футбольний клуб)

Старий логотип «Алкі»

Алкі Ларнака або просто «Алкі» (грец. Αλκή Λάρνακας) — професійний грецький кіпріотський футбольний клуб з міста Ларнака. Заснований 10 квітня 1948 року. Футбольна команда функціонувала до травня 2014 року, доки не призупинила свою діяльність через фінансові проблеми.
Клубні кольори — червоний та синій. Команда була 5-разовим фіналістом кубку Кіпру, але жодного разу не стала переможцем цього турніру. Найвищим досягненням клубу є зайняте 3-тє місце в об'єднаному чемпіонаті Кіпру.
Перші п'ять років свого існування (1948—1953) клуб виступав у змаганнях під егідою Аматорської Федерації Футболу Кіпру. У 1954 році клуб став членом Кіпрської федерації футболу (КФФ) і до 2014 року регулярно брав участь у чемпіонатах та кубках під егідою Федерації. Команда зіграла 43 сезони в Категорії A і за цим показником посідає 12-те місце серед футбольних клубів Кіпру.
В сезоні 1979/80 років «Алкі» виступав у Кубку УЄФА.

## Історія

### Заснування
ФК «Алкі» було засновано 10 квітня 1948 року. У той час в Греції розгорівся конфлікт між правими та лівими політичними партіями, який переріс у громадянську війну. Органи державної влади змушені були переїхати з Греції до Кіпру. В цей період політика починає проникати в спорт, а більшість спортивних чиновників починають займатися політикою. 
В більшості міст Кіпру простежувалося вороже ставлення до спортсменів лівих переконань, які були вигнані або звільнені зі своїх клубів, тому вони почали створювати нові команди. У 1948 році була найбільша хвиля таких звільнень у Кіпрі.
Так, у місті Ларнака футболісти та спортивні функціонери лівих переконань, за підтримки частини мешканців міста, заснували ФК «Алкі». Установчі збори були проведені на центральній набережній міста. Президентом клубу став Ганнібал Френсіс. На зборах були присутні 500 осіб, 100 з яких були членами ЕПА (Ларнака) та 20 гостей — «Пезопорікос» (Ларнака). Деякі з гравців, які в перші роки виступали в складі «Алкі» прийшли з двох інших клубів Ларнаки, ЕПА та «Пезопорікоса», й не обов'язково були прихильниками лівих переконань. Вони залишили свої клуби, оскільки були незадоволені своїм становищем у складі команд і працевлаштувалися в нещодавно створений «Алкі».

### Вигнання товариством ВСР клубу зі старого стадіону GSZ
В наступному місяці Спортивне товариство "Зенон" (ВСР) на загальних зборах, вирішило заборонити «Алкі» використовувати стадіон в Ларнаці (Старий стадіон GSZ). Проте аналогічне рішення про турків та католиків не було прийняте. На щорічних Загальних зборах власників, члени ВСР внесли зміни до відповідної статті Статуту та заборонили реєстрацію майбутніх членів клубу, якщо ті не вказували в заяві, що «їх вигнали з Греції», що практично зробило неможливим вступати або залишатися членами клубів, і навіть займатися таким видом спорту як гольф.
Нетерпимість до спортсменів лівих політичних переконань спостерігалася й в інших містах Кіпру. 1948 рік став рекордним за кількістю конфліктів у кіпрському футболі. Оскільки розкол стався не одразу, а розпочався з березня 1948 року, по всій території Кіпру розпочався процес створення нових футбольних клубів по всій країні («Неа Саламіна» з Фамагусти, «Орфеас» (Нікосія) та «Омонія» (Нікосія), ДП «Кіренія» і т.п.).
Через наявність у клубі гравців з лівими політичними переконаннями Футбольна асоціація Кіпру не допустила цей клуб до участі в футбольних змаганнях під своєю егідою, ця ситуація продовжувалася до грудня 1948 року, коли було створено Асоціацію аматорського футболу Кіпру. Ця організація почала проводити власні чемпіонати та кубки й стала залучати на стадіони тисячі молодих футбольних уболівальників. Зрештою це призвело до того, що на матчі, які організовувалися ААФК, почало приходити більше глядачів, ніж на матчі під егідою Футбольної асоціації Кіпру. Серед клубів, які брали участь в аматорському чемпіонаті Кіпру варто відзначити «Алкі» (також в ньому брали участь такі клуби, як «Неа Саламіна Фамагуста», «Омонія» та «Орфеас» з Нікосії, «Антеас Лімассол» (який в 1951 році був перейменований в «Антей») і «Неа Астера» (Морфу).

### Вступ до КФА
«Алкі» разом з іншими футбольними клубами країни підтримали ідею об'єднання футбольних асоціацій. Ідея про вступ команди до КФА існувала вже три роки, протягом яких клуб намагався вступити до цієї організації, але без успіху, оскільки представники обох федерацій усіляко заважали здійсненню цього процесу. Влітку 1953 року майже всі футбольні клуби Кіпру вступили до нової об'єднаної федерації. У 1953 році «Алкі» разом з іншими клубами подав колективну заявку до вступу до класу А в Кіпрську футбольна Асоціацію, зрештою «Неа Саламіна», «Омонія» та «Антей» були прийняті до організації, але «Алкі» та «Орфею» федерація відмовила, що означала відновлення війни проти прибічників КЕПО. Зрештою, наступного року разом з «Орфеєм» команда виступила до Футбольної асоціації Кіпру.

### Статистика виступів у аматорських змаганнях
У п'яти чемпіонатах, які організовувала Кіпрська асоціація аматорського футболу, «Алкі» не вдалося виграти жодного титулу.
| Сезон                                                        | Чемпіонат | Чемпіонат | Чемпіонат | Чемпіонат | Чемпіонат | Чемпіонат | Чемпіонат | Чемпіонат | Чемпіонат | Кубок      |
| Сезон                                                        | Місце     | Група     | Матчі     | Перемоги  | Нічиї     | Поразки   | Різниця   | Різниця   | Очки      | Кубок      |
| Сезон                                                        | Місце     | Група     | Матчі     | Перемоги  | Нічиї     | Поразки   | Забиті    | Пропущені | Очки      | Кубок      |
| ------------------------------------------------------------ | --------- | --------- | --------- | --------- | --------- | --------- | --------- | --------- | --------- | ---------- |
| 1948/49                                                      |           |           |           |           |           |           |           |           |           |            |
| 1949/50                                                      | 3         | 6         | 10        | 4         | 3         | 3         | 30        | 19        | 11        | 1/2 фіналу |
| 1950/1951                                                    | 2         | 6         | 10        | 5         | 2         | 3         | 24        | 16        | 12        |            |
| 1951/52                                                      | 4         | 6         | 10        | 5         | 1         | 4         | 36        | 27        | 11        | 1/4 фіналу |
| 1952/53                                                      | 4         | 6         | 10        | 4         | 0         | 6         | 21        | 27        | 8         | 1/2 фіналу |
| Усього                                                       |           |           | 40        | 18        | 6         | 16        | 111       | 89        | 42        |            |
| Рейтинг: перемога = 2 очки, нічия = 1 очко, поразка = 0 очок |           |           |           |           |           |           |           |           |           |            |

Дані щодо сезону 1948/49 років відсутні.

### Чемпіонат та Кубок Кіпру

#### 1954—1959 роки
«Алкі» приєднався до Кіпрської Футбольної Асоціації 24 вересня 1954 року разом з ПАЕЕКом та «Орфеасом» з Нікосії та виступав у Категорії Б в сезоні 1954/55 роках. У період з 1956 по 1957 роки він займав перше місце в своїй групі і змагався за чемпіонство у плей-оф з переможцем іншої групи, «Аполлоном». Але оскільки переможцем плей-оф став «Аполлон», то «Алкі» продовжив виступати в другому дивізіоні національного чемпіонату.
У сезоні 1959/60 років він брав участь у плей-оф за виліт до Класу B з «Еносісом». Перший матч «Алкі» виграв з рахунком 6:1, а в другому матчі «Еносіс» виграв матч з рахунком 4:3, але до категорії А вийшов саме «Алкі». У кубку Кіпру команда дебютувала в сзоні 1958/59 років (три попередні сезони команда відмовлялася від участі в цьому турнірі), але припинила боротьбу за підсумками першого ж раунду.
| Сезон                                                  | Чемпіонат           | Чемпіонат           | Чемпіонат           | Чемпіонат           | Чемпіонат           | Чемпіонат           | Чемпіонат           | Чемпіонат           | Чемпіонат           | Чемпіонат           | Кубок          | Кубок                  | Кубок |
| Сезон                                                  | Дивізіон            | Місце               | Група               | Матчі               | Перемоги            | Нічиї               | Поразки             | М'ячі               | М'ячі               | Різниця             | Змагання       | Стадія                 |       |
| Сезон                                                  | Дивізіон            | Місце               | Група               | Матчі               | Перемоги            | Нічиї               | Поразки             | Забиті              | Пропущені           | Різниця             | Змагання       | Стадія                 |       |
| ------------------------------------------------------ | ------------------- | ------------------- | ------------------- | ------------------- | ------------------- | ------------------- | ------------------- | ------------------- | ------------------- | ------------------- | -------------- | ---------------------- | ----- |
| 1954/55                                                | Β                   | 31                  | 4                   | 6                   | 2                   | 0                   | 4                   | 14                  | 23                  | 9                   | Кубок Кіпру    | Не мав права виступати |       |
| 1955/56                                                | Β΄                  | 2                   | 3                   | 4                   | 1                   | 0                   | 3                   | 10                  | 8                   | 2                   | Не брав участі | Не брав участі         |       |
| 1956/57                                                | Β                   | 12                  | 5                   | 8                   | 6                   | 2                   | 0                   | 23                  | 8                   | 14                  | Не брав участі | Не брав участі         |       |
| 1957/58                                                | Β                   |                     |                     |                     |                     |                     |                     |                     |                     |                     | Не брав участі | Не брав участі         |       |
| 1958/59                                                | Не виграв чемпіонат | Не виграв чемпіонат | Не виграв чемпіонат | Не виграв чемпіонат | Не виграв чемпіонат | Не виграв чемпіонат | Не виграв чемпіонат | Не виграв чемпіонат | Не виграв чемпіонат | Не виграв чемпіонат | Кубок Кіпру    | Вихід до класу А       |       |
| Рейтинг: Перемога=2 очка, Нічия=1 очко, Поразка=0 очок |                     |                     |                     |                     |                     |                     |                     |                     |                     |                     |                |                        |       |

1Клас B був розділений на 3 групи. «Алкі» брав участь в групі Ларнака-Фамагуста.
2Клас B був розділений на дві групи. «Алкі» брав участь в групі Ларнака-Нікосія-Кіренія.

#### 1960—1969 роки
В сезоні 1959/60 років став переможцем категорії B, але при цьому вперше в своїй історії пробився до вищого дивізіону чемпіонату Кіпру. У перших сезонах свого перебування в категорії А команда, як правило, займала місця в нижній частині турнірної таблиці, за винятком сезонів 1966/67 та 1967/68 років, коли вона посіла відповідно 7-ме та 6-ті місця. У сезоні 1962/63 років «Алкі» посів останнє місце в турнірній таблиці. Клуб змушений брав брати участь в  матчах плей-оф за право збереження місця у вищому дивізіоні з 11-ою командою чемпіонату «Орфеєм» (Нікосія) та переможцем класу B сезону 1962/63 років, «Панеллініосом» (Лімассол). Але в підсумку переможцем став саме «Алкі», який і здобув право в сезоні 1963/64 років продовжувати виступати в вищому дивізіоні, а два інших клуби вилетіли до другого дивізіону.
Набагато вдаліше команда виступала в кубку Кіпру. У сезоні 1966/67 років він вийшов у фінал, але програв «Аполлону» (Лімассол). Матч відбувся на стадіоні GSP 2 липня 1967 року і завершився з рахунком 0:1. Також тричі ставав півфіналістом клубу. В сезоні 1963/64 років чемпіонат був перерваний через те, що в грудні 1963 року розпочався міжетнічний конфлікт, через що чемпіонат так і не був завершений. Футбольна асоціація Кіпру все ж організувала Кубок Кіпру, але не допустила до участі всіх команд. Таким клубом став і «Алкі».
| Сезон | Чемпіонат             | Чемпіонат                  | Чемпіонат                  | Чемпіонат                  | Чемпіонат                  | Чемпіонат                  | Чемпіонат                  | Чемпіонат                  | Чемпіонат                  | Чемпіонат                  | Кубок          | Кубок          | Кубок |
| Сезон | Категорія             | Місце                      | Група                      | Матчі                      | Виграна                    | Нічия                      | Поразка                    | Голи                       | Голи                       | Очки                       | Змагання       | Стадія         |       |
| Сезон | Категорія             | Місце                      | Група                      | Матчі                      | Виграна                    | Нічия                      | Поразка                    | Забиті                     | Пропущені                  | Очки                       | Змагання       | Стадія         |       |
| --- | --------------------- | -------------------------- | -------------------------- | -------------------------- | -------------------------- | -------------------------- | -------------------------- | -------------------------- | -------------------------- | -------------------------- | -------------- | -------------- | ----- |
| 1959/60 | Β΄                    | 1                          |                            |                            |                            |                            |                            |                            |                            |                            | Δεν διεξήχθη   | Δεν διεξήχθη   |       |
| 1960/61 | Α΄                    | 12                         | 13                         | 24                         | 4                          | 3                          | 17                         | 24                         | 70                         | 35                         | Не брав участі | Не брав участі |       |
| 1961/62 | Α΄                    | 12                         | 13                         | 24                         | 8                          | 3                          | 13                         | 37                         | 45                         | 43                         | Кубок Кіпру    | Перший раунд   |       |
| 1962/63 | Α΄                    | 12                         | 12                         | 22                         | 5                          | 2                          | 15                         | 33                         | 58                         | 34                         | Кубок Кіпру    | 1/2 фіналу     |       |
| 1962/63 | Плей-оф за збереження | 1                          | 3                          | 4                          | 3                          | 0                          | 1                          | 12                         | 4                          | 10                         | Кубок Кіпру    | 1/2 фіналу     |       |
| 1963/64 | Α΄                    | Чемпіонат був призупинений | Чемпіонат був призупинений | Чемпіонат був призупинений | Чемпіонат був призупинений | Чемпіонат був призупинений | Чемпіонат був призупинений | Чемпіонат був призупинений | Чемпіонат був призупинений | Чемпіонат був призупинений | Не брав участі | Не брав участі |       |
| 1964/65 | Α΄                    | 9                          | 11                         | 20                         | 5                          | 4                          | 11                         | 28                         | 40                         | 34                         | Кубок Кіпру    | 1/2 фіналу     |       |
| 1965/66 | Α΄                    | 9                          | 11                         | 20                         | 6                          | 5                          | 9                          | 27                         | 39                         | 37                         | Кубок Кіпру    | 1/4 фіналу     |       |
| 1966/67 | Α΄                    | 7                          | 12                         | 22                         | 9                          | 1                          | 12                         | 44                         | 43                         | 41                         | Кубок Кіпру    | Фіналіст       |       |
| 1967/68 | Α΄                    | 6                          | 12                         | 22                         | 10                         | 2                          | 10                         | 56                         | 50                         | 44                         | Кубок Кіпру    | 1/2 фіналу     |       |
| 1968/69 | Α΄                    | 11                         | 12                         | 22                         | 3                          | 10                         | 9                          | 24                         | 34                         | 38                         | Кубок Кіпру    | 1/4 фіналу     |       |
| Примітки: 1959/60: Перемога = 2 очки, Нічия = 1 очко, Поразка = 0 очок Примітки: 1960/69: Перемога = 3 очки, Нічия = 2 очка, Поразка = 1 очко |                       |                            |                            |                            |                            |                            |                            |                            |                            |                            |                |                |       |

#### 1970—1979
Період з 1970 по 1979 роки став найуспішнішим в історії клубу. В цей період «Алкі» тричі став фіналістом кубку Кіпру, але жодного разу так і не переміг у турнірі. Крім цього, в сезоні 1978/79 років команда посіла 3-тє місце, також одним з найкращих сезонів став сезон 1974/75 років коли команда посіла 4-те місце, другий найкращий результат в своїй історії. Крім того, в сезоні 1978/79 років в чемпіонаті команда посіла вперше в своїй історії 3-тє місце та пробився до єврокубках. Це вперше та востаннє на сьогодні, коли «Алкі» виступав у єврокубках.
В сезоні 1969/70 років команда вдруге в своїй історії вийшов до фіналу кубку Кіпру. Суперником «Алкі» був «Пезопорікос». Фінал відбувся на стадіоні GSM 3 травня 1970 року, «Алкі» програв цей поєдинок з рахунком 1:2. Наступного разу команда виступала в фіналі турніру в сезоні 1975/76 років. Фінальний матч відбувся 27 червня 1976 року на стадіоні «Тсіріон», проти АПОЕЛа. «Алкі» поступився з рахунком 0:6, таким чином команда знову поступилася в фіналі кубку Кіпру. Наступного сезону «Алкі» знову вийшов до фіналу. Цей фінал відбувся 12 червня 1977 року на старому стадіоні GSP. Суперником був нікосійський «Олімпіакос», який і виграв матч з рахунком 2:0.

#### Участь в єврокубках
У сезоні 1978/79 років «Алкі» посів третє місце в національному чемпіонаті, яке в ті часи не забезпечило участь в єврокубках. Оскільки друге місце в чемпіонаті посів АПОЕЛ, який став переможцем кубку Кіпру, тому команда стартувала в Кубку володарів кубків. Таким чином, 3-тє місце в національному чемпіонаті дозволило «Алкі» стартувати в першому раунді Кубку УЄФА сезону 1979/80 років.
Суперником «Алкі» було бухарестське «Динамо». Перший матч відбувся в Бухаресті 19 вересня 1979 року, в якому «Алкі» поступилося з рахунком 0:3. Матч-відповідь відбувся 4 жовтня 1979 року на старому стадіоні GSP у присутності 3 000 глядачів. Цей матч завершився справжнім жахом для кіпріотської команди, поразкою 0:9.
| Сезон | Чемпіонат | Чемпіонат | Чемпіонат | Чемпіонат | Чемпіонат | Чемпіонат | Чемпіонат | Чемпіонат | Чемпіонат | Чемпіонат | Кубок       | Кубок      | Кубок |
| Сезон | Категорія | Місце     | Команд    | Матчі     | Виграні   | Нічиї     | Поразки   | М'ячі     | М'ячі     | Очки      | Турнір      | Стадія     |       |
| Сезон | Категорія | Місце     | Команд    | Матчі     | Виграні   | Нічиї     | Поразки   | Забиті    | Пропущені | Очки      | Турнір      | Стадія     |       |
| --- | --------- | --------- | --------- | --------- | --------- | --------- | --------- | --------- | --------- | --------- | ----------- | ---------- | ----- |
| 1969/70 | A΄        | 11        | 12        | 22        | 7         | 3         | 12        | 25        | 36        | 39        | Кубок Кіпру | Фіналіст   |       |
| 1970/71 | A΄        | 9         | 12        | 22        | 4         | 11        | 7         | 25        | 29        | 19        | Кубок Кіпру | 1/4 фіналу |       |
| 1971/72 | A΄        | 6         | 12        | 22        | 7         | 8         | 7         | 23        | 24        | 22        | Кубок Кіпру | 1/4 фіналу |       |
| 1972/73 | A΄        | 12        | 14        | 26        | 5         | 10        | 11        | 18        | 26        | 20        | Кубок Кіпру | 1/4 фіналу |       |
| 1973/74 | A΄        | 9         | 14        | 26        | 7         | 7         | 12        | 23        | 32        | 21        | Кубок Кіпру | 1/4 фіналу |       |
| 1974/75 | A΄        | 4         | 14        | 26        | 16        | 5         | 5         | 57        | 16        | 37        | Кубок Кіпру | 1/4 фіналу |       |
| 1975/76 | A΄        | 7         | 15        | 28        | 10        | 10        | 8         | 45        | 43        | 30        | Кубок Кіпру | Фіналіст   |       |
| 1976/77 | A΄        | 6         | 16        | 30        | 13        | 7         | 10        | 46        | 37        | 33        | Кубок Кіпру | Фіналіст   |       |
| 1977/78 | A΄        | 6         | 16        | 30        | 11        | 10        | 9         | 35        | 40        | 32        | Кубок Кіпру | 1/4 фіналу |       |
| 1978/79 | A΄        | 3         | 16        | 30        | 12        | 9         | 9         | 41        | 39        | 33        | Кубок Кіпру | Β΄         |       |
| Примітки 1969/70: Перемога = 3 очки, Нічия = 2 очки, 1 очко = Поразка Примітки 1970/79: Перемоги = 2 бали, Нічия = 1 бал, Поразка = 0 очок |           |           |           |           |           |           |           |           |           |           |             |            |       |

#### 1980-1989 роки
Незважаючи на те, що 1980-ті роки для команди розпочався фіналом кубку Кіпру, загалом же це десятиліття стало періодом занепаду клубу. У сезоні 1979/80 років «Алкі» вп'яте та востаннє взяв участь у фіналі кубку Кіпру. Цього разу його суперником була «Омонія». Матч відбувся 29 червня 1980 року на стадіоні «Макаріо». «Алкі» переміг з рахунком 3:1. Цей трофей став останнім для команди.
В сезоні 1980/81 років «Алкі» завершив чемпіонат на передостанньому 13-му місці й вперше в своїй історії вилетів до Категорії B. Команда протягом чемпіонату йшла в верхній частині нижньої трійки команд. До останнього туру боролася за збереження мічця. Для того, щоб залишитися у вищому дивізіоні в останньому турі їй було достатньо набрати лише 1 очко, але клуб зазнав поразки від «Аполлона». У цьому турнірі АЕЛ та ЕПА зіграли внічию, «Керавнос Строволу», «Омонія» (Арапіду) та «Олімпіакос» (Нікосія) здобули перемоги, вивівши у боротьбу за 4-те місце ЕПА, «Олімпіакосом», АЕЛом, «Алкі» ж став найгіршим.
У сезоні 1981/82 років «Алкі» вдруге в своїй історії став переможцем категорії B та повернувся до вищого дивізіону. Пізніше команда покидає зону вильоту, займаючи, переважно, місця в середній та нижній частині турнірної таблиці. Проте в сезоні 1987/88 років команда знову посіла 15-те місце та вилетіла до нижчого дивізіону.
| Сезон                                                   | Чемпіонат | Чемпіонат | Чемпіонат | Чемпіонат | Чемпіонат | Чемпіонат | Чемпіонат | Чемпіонат | Чемпіонат | Чемпіонат | Кубок       | Кубок        | Кубок |
| Сезон                                                   | Категорія | Місце     | Команд    | Матчів    | Виграні   | Нічиї     | Поразки   | М'ячі     | М'ячі     | Різниця   | Змагання    | Стадія       |       |
| Сезон                                                   | Категорія | Місце     | Команд    | Матчів    | Виграні   | Нічиї     | Поразки   | Забиті    | Пропущені | Різниця   | Змагання    | Стадія       |       |
| ------------------------------------------------------- | --------- | --------- | --------- | --------- | --------- | --------- | --------- | --------- | --------- | --------- | ----------- | ------------ | ----- |
| 1979-80                                                 | A΄        | 11        | 15        | 28        | 8         | 7         | 13        | 27        | 45        | 23        | Кубок Кіпру | Фінал        |       |
| 1980-81                                                 | A΄        | 13        | 14        | 26        | 7         | 7         | 12        | 25        | 40        | 21        | Кубок Кіпру | Другий раунд |       |
| 1981-82                                                 | B΄        | 1         | 14        | 26        |           |           |           | 72        | 15        | 50        | Кубок Кіпру | Перший раунд |       |
| 1982-83                                                 | A΄        | 7         | 14        | 26        | 8         | 11        | 7         | 32        | 35        | 27        | Кубок Кіпру | Перший раунд |       |
| 1983-84                                                 | A΄        | 9         | 14        | 26        | 6         | 10        | 10        | 26        | 28        | 22        | Кубок Кіпру | Другий раунд |       |
| 1984-85                                                 | A΄        | 8         | 14        | 26        | 8         | 9         | 9         | 23        | 27        | 25        | Кубок Кіпру | 1/4 фіналу   |       |
| 1985-86                                                 | A΄        | 10        | 14        | 26        | 5         | 12        | 9         | 22        | 31        | 22        | Кубок Кіпру | Другий раунд |       |
| 1986-87                                                 | A΄        | 12        | 16        | 30        | 5         | 14        | 11        | 30        | 39        | 24        | Кубок Кіпру | Перший раунд |       |
| 1987-88                                                 | A΄        | 15        | 16        | 30        | 4         | 9         | 17        | 27        | 63        | 17        | Кубок Кіпру | Перший раунд |       |
| 1988-89                                                 | B΄        | 2         | 15        | 28        |           |           |           | 43        | 19        | 37        | Кубок Кіпру | Перший раунд |       |
| Примітки: Виграний=2 очки, Нічия=1 очко, Поразка=0 очок |           |           |           |           |           |           |           |           |           |           |             |              |       |

#### 1990-1999 роки
У період з 1990 по 1999 роки «Алкі» займав місця в нижній частині турнірної таблиці національного чемпіонату, найкращим результатом цього періоду було 9-те місце. У сезоні 1991/92 років команда фінішувала на 13-му місці й вилетіла до нижчого дивізіону. У категорії B провів три сезони поспіль, допоки в сезоні 1994/95 років не посів 2-ге місце й не повернувся до категорії А. В національному кубку протягом 90-их років лише одного разу дійшов до півфіналу, в решті ж сезонів не проходив далі другого раунду.
| Сезон | Чемпіонат | Чемпіонат | Чемпіонат | Чемпіонат | Чемпіонат | Чемпіонат | Чемпіонат | Чемпіонат | Чемпіонат | Чемпіонат | Кубок       | Кубок        | Кубок |
| Сезон | Категорія | Місце     | Команд    | Матчі     | Виграні   | Нічиї     | Поразки   | М'ячі     | М'ячі     | Очки      | Змагання    | Стадія       |       |
| Сезон | Категорія | Місце     | Команд    | Матчі     | Виграні   | Нічиї     | Поразки   | Забиті    | Пропущені | Очки      | Змагання    | Стадія       |       |
| --- | --------- | --------- | --------- | --------- | --------- | --------- | --------- | --------- | --------- | --------- | ----------- | ------------ | ----- |
| 1989-90 | A΄        | 12        | 14        | 26        | 6         | 9         | 11        | 27        | 36        | 21        | Кубок Кіпру | 1/4 фіналу   |       |
| 1990-91 | A΄        | 9         | 14        | 26        | 8         | 8         | 10        | 32        | 40        | 24        | Кубок Кіпру | Перший раунд |       |
| 1991-92 | A΄        | 13        | 14        | 26        | 4         | 6         | 16        | 23        | 45        | 18        | Кубок Кіпру | Другий раунд |       |
| 1992-93 | B΄        | 3         | 14        | 26        |           |           |           | 35        | 22        | 40        | Кубок Кіпру | Перший раунд |       |
| 1993-94 | B΄        | 3         | 14        | 26        |           |           |           | 53        | 28        | 44        | Кубок Кіпру | Другий раунд |       |
| 1994-95 | B΄        | 2         | 11        | 30        |           |           |           | 67        | 28        | 70        | Кубок Кіпру | Другий раунд |       |
| 1995-96 | A΄        | 10        | 14        | 26        | 8         | 7         | 11        | 42        | 46        | 31        | Кубок Кіпру | Другий раунд |       |
| 1996-97 | A΄        | 11        | 14        | 26        | 8         | 6         | 12        | 41        | 49        | 30        | Кубок Кіпру | Другий раунд |       |
| 1997-98 | A΄        | 10        | 14        | 26        | 9         | 2         | 15        | 46        | 65        | 29        | Кубок Кіпру | Другий раунд |       |
| 1998-99 | A΄        | 11        | 14        | 26        | 7         | 4         | 15        | 37        | 70        | 25        | Кубок Кіпру | Другий раунд |       |
| Легенда 1989-91: Перемога=2 очки, Нічия=1 очко, Поразка=0 очок Легенда 1991-99: Перемога=3 очки, Нічия=1 очко, Поразка=0 очок |           |           |           |           |           |           |           |           |           |           |             |              |       |

#### 2000-2009 роки
З 2000 по 2009 роки «Алкі» тричі вилітав до категорії B, решту ж часу команда боролася за збереження свого місця в категорії А. В сезоні 2000/01 років «Алкі» втретє став переможцем категорії B. У Кубку Кіпру команда не мала жодних вагомих досягнень.
| Сезон                                                  | Чемпіонат | Чемпіонат | Чемпіонат | Чемпіонат | Чемпіонат | Чемпіонат | Чемпіонат | Чемпіонат | Чемпіонат | Чемпіонат | Кубок       | Кубок        | Кубок |
| Сезон                                                  | Категорія | Місце     | Команд    | Виграні   | Матчі     | Виграні   | Нічия     | Поразки   | Поразки   | Очки      | Змагання    | Стадія       |       |
| Сезон                                                  | Категорія | Місце     | Команд    | Виграні   | Матчі     | Виграні   | Нічия     | Забиті    | Пропущені | Очки      | Змагання    | Стадія       |       |
| ------------------------------------------------------ | --------- | --------- | --------- | --------- | --------- | --------- | --------- | --------- | --------- | --------- | ----------- | ------------ | ----- |
| 1999-00                                                | A΄        | 14        | 14        | 26        | 1         | 0         | 25        | 20        | 109       | 3         | Кубок Кіпру | Другий раунд |       |
| 2000-01                                                | B΄        | 1         | 14        | 26        | 16        | 8         | 2         | 70        | 30        | 56        | Кубок Кіпру | Перший раунд |       |
| 2001-02                                                | A΄        | 11        | 14        | 26        | 8         | 7         | 11        | 37        | 37        | 31        | Кубок Кіпру | Другий раунд |       |
| 2002-03                                                | A΄        | 14        | 14        | 26        | 1         | 3         | 22        | 21        | 93        | 6         | Кубок Кіпру | Групова (16) |       |
| 2003-04                                                | B΄        | 3         | 14        | 26        | 16        | 4         | 6         | 53        | 34        | 52        | Кубок Кіпру | Групова (16) |       |
| 2004-05                                                | A΄        | 13        | 14        | 26        | 8         | 5         | 13        | 39        | 55        | 29        | Кубок Кіпру | Третій раунд |       |
| 2005-06                                                | B΄        | 4         | 14        | 26        | 12        | 5         | 9         | 48        | 34        | 41        | Кубок Кіпру | Перший раунд |       |
| 2006-07                                                | B΄        | 2         | 14        | 26        | 17        | 5         | 4         | 46        | 16        | 56        | Кубок Кіпру | Перший рауед |       |
| 2007-08                                                | A΄        | 10        | 14        | 32        | 11        | 7         | 14        | 41        | 44        | 40        | Кубок Кіпру | Третій раунд |       |
| 2008-09                                                | A΄        | 12        | 14        | 32        | 6         | 9         | 17        | 39        | 59        | 27        | Кубок Кіпру | Перший раунд |       |
| Легенда: Перемога=3 очки, Нічия=1 очко, Поразка=0 очок |           |           |           |           |           |           |           |           |           |           |             |              |       |

#### 2010-2014 роки
В сезоні 2009/10 років «Алкі» вчетверте став переможцем Категорії B. Вперше та востаннє на сьогодні в історії турніру два клуби з міста Ларнака виступали в Категорії B, при чому АЕК (Ларнака) посів друге місце, дозволивши випередити себе саме «Алкі». Після цього чотири сезони поспіль команда виступала в вищому дивізіоні. Протягом перших трьох сезонів «Алкі» фінішував відповідно на 10-му, 8-му та 9-му місцях відповідно, далеко від зони вильоту. Вперше в історії «лосів» їх футболіст, Бернарду Васконселуш, став найкращим бомбардиром чемпіонату в сезоні 2012/13 років.
Проте, через величезні фінансові проблеми, напередодні початку сезону 2013/14 років клуб був покараний зняттям очок з команди та забороною реєструвати новачків клубу, старше 21 року. Алкі змушений був грати в національних турнірах гравцями, які молодше 21 року, тому здобув лише дві нічиї. Крім цього, протягом чемпіонату постійно отримував зняття очок, тому сезон завершив у графі набрані очки з показники -39. Останньою принциповою грою для «Алкі» на новому стадіоні GSM був матч 19 березня 2014 року проти «Неа Саламіни Фамагусти».
| Сезон                                                  | Чемпіонат | Чемпіонат | Чемпіонат | Чемпіонат | Чемпіонат | Чемпіонат | Чемпіонат | Чемпіонат | Чемпіонат | Чемпіонат | Кубок       | Кубок        | Кубок |
| Сезон                                                  | Категорія | Місце     | Команд    | Матчів    | Виграні   | Нічия     | Програні  | М'ячі     | М'ячі     | Очки      | Змагання    | Стадія       |       |
| Сезон                                                  | Категорія | Місце     | Команд    | Матчів    | Виграні   | Нічия     | Програні  | Забиті    | Пропущені | Очки      | Змагання    | Стадія       |       |
| ------------------------------------------------------ | --------- | --------- | --------- | --------- | --------- | --------- | --------- | --------- | --------- | --------- | ----------- | ------------ | ----- |
| 2009-10                                                | Β΄        | 1         | 14        | 32        | 19        | 7         | 6         | 52        | 33        | 64        | Кубок Кіпру | Перший раунд |       |
| 2010-11                                                | A΄        | 10        | 14        | 32        | 11        | 6         | 15        | 40        | 48        | 39        | Кубок Кіпру | 1/4 фіналу   |       |
| 2011-12                                                | A΄        | 8         | 14        | 32        | 12        | 6         | 14        | 35        | 45        | 42        | Кубок Кіпру | 1/4 фіналу   |       |
| 2012-13                                                | A΄        | 10        | 14        | 32        | 8         | 8         | 16        | 43        | 58        | 32        | Кубок Кіпру | Другий раунд |       |
| 2013-14                                                | A΄        | 14        | 14        | 26        | 0         | 2         | 24        | 14        | 78        | 21        | Кубок Кіпру | 1/4 фіналу   |       |
| Легенда: Перемога=3 очки, Нічия=1 очко, Поразка=0 очок |           |           |           |           |           |           |           |           |           |           |             |              |       |

1: Алкі набрав 2 очка, але був покараний штрафом у 41 очко, отож остаточною вважається кількість набраних очок -39.

#### Загальна статистика виступів у категорії А
Таблиця, яка наведена нижче, демонструє узагальнену статистику виступів «Алкі» в категорії А в період з 1961 по 2014 роки. Підраховано сумарну кількість показників, незалежно від системи нарахування. Враховуючи сучасну систему підрахунку очок (Перемога=3 очки, Нічия=1 очко, Поразка=0 очок) команда набрала 1211 очок. Статистичні показники сезону 1963/64 років не враховані, оскільки чемпіонат не було завершено.
| 43 | 1128 | 309 | 284 | 535 | 1400 | 1986 | 1202 |

- Найбільшу кількість перемог (16) «Алкі» здобув у сезоні 1974/75 років. Також в сезоні 1976/77 років здобули 13 перемог. В сезоні 2013/14 років команда не здобула жодної перемоги, в той час як у сезонах 1999/00 та 2002/03 років здобула лише по одній перемозі.
- Найбільша кількість нічиїх (14) була здобута в сезоні 1986/87 років. У сезоні 1999/00 років команда не зіграла жоден матч у нічию.
- Найменша кількість поразок (5) була зафіксована в сезоні 1974/75 років, а найбільша (25) — у сезоні 1999/00 років.
- Найбільша кількість забитих м'ячів була зафіксована в сезонах 1974/75 років (57) та 1967/68 років (56). Найменше забитих м'ячів була зафіксована в сезонах 2013/14 років (14) та 1972/73 років (18).
- Найменша кількість пропущених голів була зафіксована в сезоні 1974/75 років (16), а найбільша — у сезоні 1999/00 років (109).
- Найкраща різниця забитих та пропущених м'ячів була зафіксована в сезоні 1974/75 років (+41), а найгірша — у сезоні 1999/00 років (-89).
- Найбільшу кількість очок (44) клуб набрав у сезоні 1967/68 років (система підрахунку очок 3-2-1). За допомогою підрахунку очок 3-1-0, їх найбільшу кількість команда набрала в сезоні 2011/12 років (42).

#### Участь у національних змаганнях
У таблицях, які наведені нижче, занесені узагальнені дані про виступи «Алкі» в системі футбольних ліг країни, а також у кубку Кіпру.
| Чемпіонат   | Чемпіонат         |
| ----------- | ----------------- |
| Категорія   | Кількість сезонів |
| Категорія Α | 43                |
| Категорія Β | 15                |
| Загалом     | 58                |

| Кубок       | Кубок             |
| ----------- | ----------------- |
| Змагання    | Кількість сезонів |
| Кубок Кіпру | 53                |

#### Рекорд
На сьогодні «Алкі» утримає рідкісний для всього острова рекорд у Кубку Кіпру після виходу до чвертьфінал та наступні стадії (півфінали, фінали) в 15 послідовних виходів.

### Вихід з КФА
У травні 2014 року загальні збори Асоціації вирішили, що команда, через фінансові проблеми, не зможе взяти участь в новому сезоні Категорії B (за два місяці до цього клуб вилетів з Категорії А). Проти Асоціації та категорії Алкі направив апеляцію до ФІФА, яка, своїм рішенням, мала б перевести клуб до нижчого дивізіону. Проте, в листі до КФФ від 6 травня 2014 року було повідомлено, що команда виходить зі складу федерації. Цей лист до федерації було оприлюднено в ЗМІ.

## Досягнення
- Кубок Кіпру
  -  Фіналіст (5): 1967, 1970, 1976, 1977, 1980

- Другий дивізіон чемпіонату Кіпру
  -  Чемпіон (2): 1960, 1982, 2001, 2010

## Офіс
Першим домашнім стадіоном «Алкі» був «Константіну Калогера». 23 квітня 1948 року цей стадіон урочисто відкрив міський голова Ларнаки. Проте міські священники відмовилися освячувати стадіон, тому для цієї процедури були запрошені священнослужителі з сусіднього населеного пункту, Перволії. Пізніше священник отримав дозвіл від Священного Синоду «здійснювати обряди за межами приходу».
Пізніше «Алкі» використовував як офіс перший поверх будинку стоматолога Пієракі навпроти протилежно розташованої будівлі «Перуціо», в якій зараз знаходиться клубний офіс. З 1961 по 2014 роки офіс клубу розташовувався в приватному будинку на вулиці Лукі Акрітас.

## Стадіон
«Алкі» ніколи не мав у своїй власності стадіону. Перші п'ять років своїх виступів у чемпіонаті під егідою Кіпрської федерації аматорського футболу клуб виступав на футбольному полі, яке належало нафтопереробному заводу міста Ларнаки, а потім переїхав на поле для гольфу біля Ларнакського солоного озера, яке було розташоване поряд з його берегами. Після свого вступу до КФФ в ролі домашнього стадіону почав використовувати Старий стадіон GSZ, а потім і Новий стадіон GSZ. Протягом двох сезонів (сезони 2007/08 та 2008/09 років) команда використовувала стадіон «Аммогостос» та один сезон (2010/11 років) стадіон «Антоніс Пападопулос».

## «Безсмертні»
«Алкі» отримав прізвисько “безсмертні”, оскільки протягом тривалого періоду часу клубу вдавалося зберігати своє місце в найвищому дивізіоні чемпіонату Кіпру й уникати вильоту до Категорії B.

## Статистика виступів у єврокубках
Кубок УЄФА:
| Сезон   | Раунд | Країна  | Клуб              | Вдома | На виїзді | Загалом |
| ------- | ----- | ------- | ----------------- | ----- | --------- | ------- |
| 1979/80 | 1     | Румунія | Динамо (Бухарест) | 0–9   | 0–3       | 0–12    |

## Відомі гравці
У списку, який наведений нижче, представлені відомі гравці

- Антоніс Георгаллідес
- Паріс Елія
- Костас Каяфас
- Лукас Лука
- Еліас Харламбус
- Параскевас Хрісту

## Відомі тренери
- Маріос Константіну (21 березня 2010 – 19 жовтня 2010)
- Іцхак Шум (21 жовтня 2010 – 11 червня 2011)
- Радмило Іванчевич (1 січня 2011 – 30 липня 2011)
- Костас Каяфас (1 серпня 2011 – 4 листопада 2012)
- Неофітас Ларку (5 листопада 2012 – 9 квітня 2013)
- Костас Каяфас (10 квітня 2013 – 13 березня 2014)
- Вешко Михайлович (10 березня 2014 – 6 травня 2014)